# Vibrissea norvegica
Vibrissea norvegica är en svampart som först beskrevs av Gremmen, och fick sitt nu gällande namn av A. Sánchez 1967. Vibrissea norvegica ingår i släktet Vibrissea och familjen Vibrisseaceae.   Inga underarter finns listade i Catalogue of Life.